# Airaphilus depressus
Airaphilus depressus es una especie de coleóptero de la familia Silvanidae.

## Distribución geográfica
Habita en Armenia.